# Route nationale 3 (Italie)
Pour les articles homonymes, voir Route nationale 3.
La route nationale 3 Via Flaminia (SS 3) est une route nationale italienne dont le tracé suit celui d'une ancienne voie romaine, la via Flaminia. Elle relie Rome à Fano, traversant longitudinalement une grande partie de l'Italie centrale.

## Historique
La SS 3 fut créée en 1928 avec le tracé suivant : "Rome - Civitacastellana - Terni - Spolète - Foligno - Gare de Fossato di Vico - Cagli - Calmazzo - Fano"
Selon le décret législatif no 112 de 1998, appliqué en 2001, l'ANAS ne détenait plus la compétence relative à la gestion de la voie, qui était dorénavant assignée aux régions, à l'exception de deux courts tronçons d'une longueur totale de 7 kilomètres, situés près de Foligno et de Fossato di Vico, la partie de la route située en Ombrie conservant toutefois la dénomination SS 3. Actuellement, après des négociations entre l'ANAS et l'Ombrie pour le retour de la totalité du tronçon situé à l'intérieur de la région dans le giron national (retour approuvé par le gouvernement en 2005), presque tout le tronçon situé en Ombrie a été reclassifié comme route nationale. Il a en outre été demandé d'inclure le tronçon de Foligno à Fossato di Vico dans le projet "Quadrilatero Marche-Umbria" (Quadrilatère Marches-Ombrie) comme quatrième côté du "quadrilatère".

## Parcours
La route débute à Rome, au niveau de la piazzale Flaminio. Jusqu'à la traversée du Tibre par le pont Milvius, elle suit un tracé parfaitement rectiligne. De ce pont au quartier "dei Due Ponti", la SS 3 – qui, sur ce tronçon, est appelée via Flaminia Vecchia – se montre plus sinueuse et plus montueuse, notamment lors de la traversée du quartier Tor di Quinto, au relief accidenté.
De la porta del Popolo au pont Milvius, son parcours suit parfaitement celui de la voie romaine antique. Mais la SS 3 s'en éloigne subitement après la traversée du pont : en effet, à cet endroit, la voie romaine vire à 90°, longeant le fleuve pour ensuite s'en éloigner après avoir dépassé la Villa Lazzaroni, qui existe encore aujourd'hui.
Au XVIIIe siècle, il fut nécessaire de réaliser une déviation par les hauteurs (l'actuelle via Flaminia Vecchia), du fait des fréquentes inondations causées par le Tibre qui rendaient la route totalement impraticable. Cette déviation longe un terre-plein réalisé dans la pente de l'actuelle Colline Fleming d'un côté et la viale Tor di Quinto (ouverte au début du XXe siècle sous le nom de viale del Lazio) de l'autre.
Le plan régulateur de 1931 et les plans détaillés de réalisation prévoyaient la rectification et l'élargissement de la via Flaminia Vecchia du pont Milvius au carrefour avec l'actuel corso di Francia. Bien que les expropriations aient été réalisées, les travaux n'ont jamais été exécutés. La responsabilité sur ce tronçon urbain, tout comme celle sur le suivant, allant du carrefour avec le corso di Francia à Due Ponti, a en outre été depuis longtemps transférée de l'ANAS à la commune de Rome.
L'ANAS a réalisé la grande déviation prévue à la fin de l'entre-deux-guerres, constituée de l'actuelle via Flaminia Nuova et allant du largo Maffeo Pantaleoni à Due Ponti où elle rejoint la via Flaminia Vecchia. Ce tracé était à l'origine à trois voies, la voie du milieu servant pour le dépassement. Le tronçon suivant, de l'intersection entre l'ancienne et la nouvelle via Flaminia jusqu'au cimetière de Prima Porta, a subi au cours des années 1950 de nombreux et complexes travaux d'élargissement et de restructuration, tous réalisés par l'ANAS. En particulier, en 1960, a été ouverte une déviation allant de Prima Porta au cimetière homonyme, afin d'éviter la traversée de la bourgade. Au début du XXIe siècle a été ouvert le viaduc Giubileo del 2000, de l'échangeur avec le Grande Raccordo Anulare jusqu'à Prima Porta, pour remplacer un tronçon situé dans la vallée, et, sur prescription de la Direction archéologique, la tranchée du second tronçon de la déviation ouverte en 1960 a été transformé en souterrain.
Une fois sortie de Rome, la route se trouve pendant quelques kilomètres à proximité du Tibre, puis s'en éloigne pour gravir les collines situées entre le fleuve et le lac de Bracciano. Après Civita Castellana la route redescend pour rejoindre de nouveau le Tibre. Elle rencontre l'autostrada del Sole au niveau du village de Magliano Sabina, et entre ensuite en Ombrie, où elle touche Narni et Terni, suivant un tracé en grande partie tortueux et doté de fréquentes variations de pente, mais doté d'une chaussée plutôt large.

## Sections aménagées

### Corso di Francia
- Viale Maresciallo Pilsudski
- Corso Francia (700 m.)
- Lungotevere Salvo d'Acquisto
- Pont Flaminio
- Viale di Tor di Quinto
- Tangenziale Est vers la  via Salaria, le Foro Italico et la piazzale Claudio

### De Due Ponti au cimetière de Prima Porta
- Via Due Ponti vers Rome, Tor di Quinto et le stade olympique.
- Via Roccalvecce
- Via di Grottarossa vers l'hôpital San Andrea
- – villes desservies : Saxa Rubra
- – villes desservies : Labaro
- ,  vers Florence,  vers Civitavecchia, , , Fiumicino
- Giubileo del 2000
- vers Florence, , Torrita Tiberina, Fiano Romano, Labaro
- (1250 m.)
- vers le cimetière Flaminio
- (190 m.)
- Via della Villa di Livia

### De Spolète à Gualdo Tadino
- Spoleto (490 m.)
- 500 m.
- Spoleto-nord
- Eggi Eggi, San Giacomo, Bazzano, Cortaccione
- Cortaccione Cascia, Norcia, Eggi, San Giacomo vers Rome, Terni,  EE 45 vers Acquasparta
- Fabbreria (190 m.)
- Campello sul Clituno Campello sul Clitunno
- Campello I° et II° (125 m.)
- Trevi Trevi, Montefalco
- Clitunno (250 m.)
- S. Eraclio (720 m.)